# Cali Iz Active
| Críticas profissionais | Críticas profissionais |
| Avaliações da crítica  | Avaliações da crítica  |
| Fonte                  | Avaliação              |
| ---------------------- | ---------------------- |
| Allmusic               | 2006                   |
| The A.V. Club          | (B-) 2006              |
| PrefixMag.com          | 2006                   |
| Rolling Stone          | 2006                   |
| HipHopDX.com           | 2006                   |
| RapReviews.com         | 2006                   |
| USA Today              | link                   |
| XXL                    | (L) 2006               |

"Cali Iz Active" é o quarto álbum de estúdio do grupo de Rap estadunidense Tha Dogg Pound. Foi lançado em 27 de junho de 2006 pelas gravadoras Koch e Doggystyle Records do rapper Snoop Dogg.
Além dos membros originais do DPG, o álbum conta com a participação dos membros adicionais Snoop Dogg, RBX, Soopafly, Nate Dogg e Bad Azz, alem da de outros rapper's como David Banner, Ice Cube, Paul Wall, a produção ficou a cargo de Battlecat, Fredwreck, Swizz Beatz e Jazze Pha.

## Faixas
| Alinhamento de faixas |                                                           |                          |         |  |
| N.º                   | Título                                                    | Produtor(es)             | Duração |  |
| 1.                    | "Cali Iz Active" (com Snoop Dogg)                         | Battlecat                | 4:44    |  |
| 2.                    | "Kushn N' Pushn"                                          | L.T. Moe                 | 4:08    |  |
| 3.                    | "Sittin on 23'z"                                          | Swizz Beatz              | 3:45    |  |
| 4.                    | "Stop Lyin"                                               | Battlecat                | 4:19    |  |
| 5.                    | "It's Craccin All Night" (com Snoop Dogg e Diddy)         | Jeffrey "J-Dub" Walker   | 5:28    |  |
| 6.                    | "Slow Your Roll"                                          | Soopafly                 | 4:04    |  |
| 7.                    | "Heavyweights" (com Snoop Dogg)                           | Ryan Leslie              | 3:57    |  |
| 8.                    | "Keep It Gangsta" (com The Lady of Rage)                  | Soopafly                 | 5:02    |  |
| 9.                    | "Hard On A Hoe" (com Nate Dogg, RBX & Snoop Dogg)         | Rick Rock                | 4:00    |  |
| 10.                   | "It's All Hood" (com Snoop Dogg, Ice Cube & Traci Nelson) | Battlecat                | 4:53    |  |
| 11.                   | "Faknass Hoes" (com David Banner)                         | David Banner             | 4:14    |  |
| 12.                   | "Don't Sweat It" (com Nate Dogg, RBX & Snoop Dogg)        | Swiff D, 1500 or Nothin' | 3:53    |  |
| 13.                   | "Make Dat Pussy Pop" (com Paul Wall)                      | Bangladesh               | 4:04    |  |
| 14.                   | "Thrown Up Da C"                                          | Soopafly                 | 4:11    |  |
| 15.                   | "Face 2 Face" (com Snoop Dogg)                            | Battlecat                | 4:23    |  |
| 16.                   | "She Likes Dat" (com Snoop Dogg)                          | Jazze Pha                | 3:48    |  |

## Desempenho nas paradas
| Paradas (2006)                                | Melhor posição |
| --------------------------------------------- | -------------- |
| Estados Unidos (Billboard Independent Albums) | 1              |
| Estados Unidos (Billboard 200)                | 28             |
| Estados Unidos (Top Rap Albums)               | 4              |
| Estados Unidos (Top R&B/Hip Hop Albums)       | 5              |